# Ummeljoki
Ummeljoki est un village, un quartier et une zone statistique  d'Anjalankoski à Kouvola en Finlande .

## Description
Le quartier d'Ummeljoki est situé sur les rives du fleuve Kymijoki à l'ouest de Myllykoski.
L'école Ummeljoki a fermé ses portes en 2020.
Ummeljoki compte l'église d'Ummeljoki, un théâtre d'été, les tremplins de Rajakallio (fi) et l'aérodromme d'Ummeljoki.
Les quartiers voisins sont Myllykoski, Keltakangas, Anjala, Koria, Pohjois-Elimäki, Etelä-Elimäki  et Kiehuva.

## Galerie

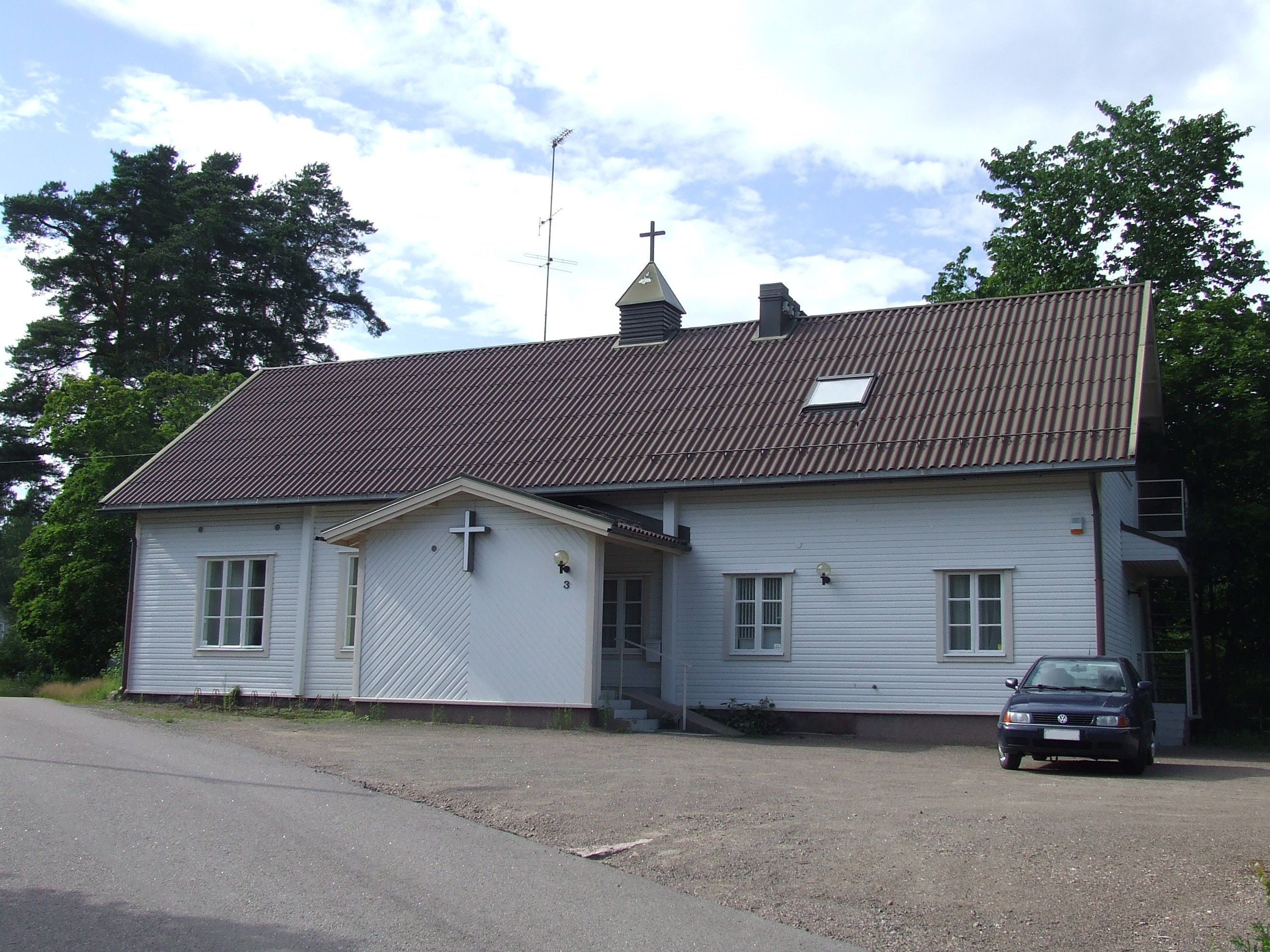
Église d'Ummeljoki.
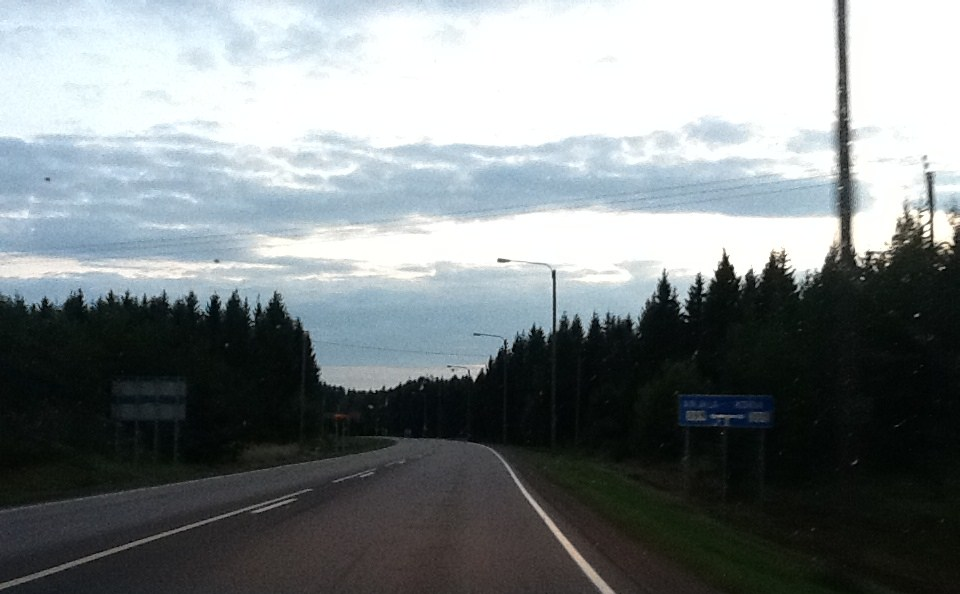
La Seututie 353 vue d'Ummeljoki.